# Albert Arnheiter
Albert Arnheiter (* 20. Juli 1890 in Ludwigshafen am Rhein; † 26. April 1945 in Casalpusterlengo) war ein deutscher Ruderer, der 1912 Olympiasieger im Vierer mit Steuermann wurde.
Arnheiter belegte bei der Deutschen Meisterschaft 1909 mit dem Achter des Ludwigshafener Rudervereins den zweiten Platz hinter dem Achter des Mainzer Rudervereins. 1910 ruderte Arnheiter bei der Deutschen Meisterschaft mit dem Ludwigshafener Vierer ohne Steuermann auf den dritten Platz. 1912 belegten Arnheiter, Rudolf Fickeisen, Hermann Wilker und Otto Fickeisen den zweiten Platz hinter einem Vierer aus Mainz.
Bei den Olympischen Spielen 1912 in Stockholm traten Arnheiter, Wilker, die Brüder Fickeisen und Steuermann Otto Maier im Vierer mit Steuermann an. Sie besiegten im ersten Rennen das einzige Boot der schwedischen Gastgeber, hatten im Viertelfinale keinen Gegner und schlugen im Halbfinale das dänische Boot. Im Halbfinale hatte der Deutsche Vierer die Sieben-Minuten-Grenze unterboten, was im Finale gegen die Briten ebenfalls gelang und zum Sieg ausreichte.
Arnheiter fiel am 26. April 1945 im Alter von 54 Jahren in den letzten Tagen des Zweiten Weltkriegs in Norditalien.